# 도봉동
도봉동(道峰洞)은 도봉구에 있는 대한민국의 법정동이다. 도봉산 자운봉이 도봉동에 위치하고 있고, 행정동은 도봉1동과 2동으로 나뉘어 있다. 도봉1동의 일부는 무수골이라고도 불린다.

## 연혁
도봉동은 서울의 명산인 도봉산 아래에 위치하고 있어 얻어진 이름으로, 일제가 1914년 4월 1일 행정구역을 개편하면서, 도봉산 아래에 있는 다락원, 서원말, 무수울 등 마을을 합하여 도봉리라 하여 도봉이라는 마을 이름이 시작되었다. 아울러 다락원은 누원(樓院)이라고도 불리며, 현재의 의정부시 호원동(당시 경기도 양주군 둔야면 누원리) 남부 지역과 도봉동(당시 경기도 양주군 해등촌면 상누원리) 일대를 일컫는다. 조선 순조 이전에는 누원리였으나, 이후 누원리와 상루원리로 나뉜 것으로 추정된다.
- 조선 중기 1466년(세조 12년)~1825년(추정) : 경기도 양주목 해등촌면 누원리(현재의 도봉동, 경기도 의정부시 호원동) 무수동, 영국리
- 1825년(추정)~1914년 3월 31일 : 경기도 양주목 해등촌면 상루원리, 무수동, 영국리
- 1914년 4월 1일 : 해등촌면의 상루원리, 무수동, 영국리를 합하여 노해면 도봉리를 설치
- 1963년 1월 1일 : 서울특별시 성북구 노해출장소에 편입 도봉동 설치
- 1975년 10월 1일 : 도봉동 사무소 관할에서 방학동 분동
- 1977년 9월 1일 : 도봉동 이 도봉1동, 도봉2동으로 분동
- 1988년 1월 1일 : 도봉구에서 분리 노원구에 편입
- 1989년 1월 1일 : 노원구에서 도봉구로 편입

## 교육
- 도봉초등학교
- 도봉중학교
- 북서울중학교
- 누원고등학교
- 도봉고등학교

## 교통
- ● 수도권 전철 1호선
- 도봉역
- ● 수도권 전철 1호선,● 서울 지하철 7호선
- 도봉산역

## 아파트
| 단지명            | 건설사            | 시행사                 | 주소 | 입주       | 비고             |
| ----------------- | ----------------- | ---------------------- | ---- | ---------- | ---------------- |
| 도봉 삼성래미안   | 삼성물산 건설부문 | 도봉제1구역 재개발조합 |      | 2005년 2월 | 도봉1구역 재개발 |
| 도봉동 동아에코빌 | 동아건설산업      | 동아건설산업           |      | 2003년 3월 |                  |